# Himatanthus phagedaenicus
Himatanthus phagedaenicus là một loài thực vật có hoa trong họ La bố ma. Loài này được (Mart.) Woodson mô tả khoa học đầu tiên năm 1938.